# 民主党政権交代に責任を持つ会
民主党政権交代に責任を持つ会（みんしゅとうせいけんこうたいにせきにんをもつかい）は、かつて存在した日本の政治団体。略称は民主党国民の声（みんしゅとうこくみんのこえ）。
民主党代表である内閣総理大臣菅直人が、第45回衆議院議員総選挙時のマニフェストの転換を迫られる場面が多くなり、また失政を重ねることに憤った民主党所属衆議院議員らにより、2011年2月17日に結成された。
新しい院内会派の結成を目指していたが実現することはなかった。

## 名称
グループの正式名称は「民主党政権交代に責任を持つ会」。しかし、正式名称がやや長いため呼称しにくく、同会では「民主党国民の声」を略称として使用していた。マスコミは当初は「離脱表明組」・「離脱届組」・「民主党離脱届組」・「民主会派離脱届組」などという呼称で報道していた。なお、民主党の源流となった政党の一つに、国民の声という政党が存在したが、この政党のメンバーと同会のメンバーとの間に人的なつながりは特にない。

## 歴史

### 前史
民主党は政権奪取時に実行する政策を列挙した「マニフェスト」を掲げて選挙戦を戦ったが、菅直人は内閣総理大臣就任以降それらを次々と反故にしており、これに反発を強めた議員らが結集した。特に、消費税増税については、マニフェストではまず行政のスリム化を実現してから検討するとしていたが、菅は第22回参議院議員通常選挙直前になって増税を推進する考えを独断で表明したことが、党内の反発を招いた。また、環太平洋パートナーシップ協定などを巡っても、党内に亀裂が強まっていた。

### 結成
2011年2月17日、衆議院第一議員会館内で民主党衆議院議員比例区16人が記者会見し衆議院の院内会派「民主党・無所属クラブ」からの離脱を表明し、新たに「民主党政権交代に責任を持つ会」として院内会派を結成する考えを明らかにした。
「約束を果たす民主党への回帰宣言」として「旧来のしがらみにはまり込み、無原則に政策の修正を繰り返す菅政権には正当性はない」としている。また結成の翌日、事前に相談を受け会派離脱の方法を助言したと平野貞夫は述べている。
発足日に民主党幹事長の岡田克也に対して会派離脱届を提出し、衆議院議長の横路孝弘宛に新しい会派の結成届を提出した。しかし、同会のメンバーは、あくまで民主党が掲げたマニフェストを実現することに主眼を置いているため、「衆院選マニフェスト（政権公約）を実行するため」として、民主党から離党せずに民主党籍を維持することとした。

### 民主党執行部の対応
衆議院の先例集には「議員の会派所属届は、代表者から届け出る」とされている。院内会派「民主党・無所属クラブ」の場合、会派の代表者には岡田克也（民主党幹事長を兼任）が就いている。その岡田は「規約上、党籍がある限り、会派から離脱できない」と述べ、離脱願を受理しない方針を示した。そのため、衆議院事務局側は「民主党会派から離脱届が出されていない。二重の届け出は許されないから、新会派は認められない」として、「民主党政権交代に責任を持つ会」の会派届を受理しなかった
2月18日、民主党国会対策委員会役員会は16人に対し、2011年度予算案や関連法案に造反しないよう、各議員個別に説得する方針を確認した。

### 造反
同会は国会近くに事務所を借り、会の活動拠点を設けたことが2月18日に判明した。
3月1日、未明午前2時から開かれた衆議院本会議の2011年度予算案の採決では16人は各自の自主判断として欠席した。またこれに先立つ、2月28日深夜の中井洽衆議院予算委員長解任決議採決の本会議も川口浩を除く15人は欠席した。予算案決議の本会議欠席をうけ同日午後、民主党常任幹事会は会長の渡辺浩一郎を除く15人を「厳重注意」の措置とし、渡辺は党倫理委員会への諮問を経て6か月間の党員資格停止処分となった。
6月1日に菅内閣不信任決議（菅おろし）の対応について、1人を除く全員が不信任票を投票する方針を固めていたが、投票当日の6月2日に菅首相が早期退陣を示唆する発言をしたことで自主投票に転じた。

### 会派離脱撤回
2011年8月31日、野田佳彦代表による民主党執行部は党内融和を図っているとして、渡辺浩一郎会長は会16人の会派離脱願の撤回を輿石東民主党幹事長に申し入れ了承された。

### その後
後に同会のメンバーは全員民主党を離党して、新党きづな、国民の生活が第一、日本維新の会、減税日本に各々参加した。2012年12月の第46回衆議院議員総選挙公示前に新党きづな、国民の生活が第一、減税日本の国会議員は日本未来の党に合流した。同選挙には、引退した前議員1人を除く15人が立候補したが、全員落選した。石井章は2016年の第24回参議院議員通常選挙におおさか維新の会公認で比例区より出馬し当選した。

## 反応
同会のメンバーは、総選挙時のマニフェストを一方的に反故にすることは国民に対する裏切りだと主張しており、原理原則を重んじるべきと訴えていた。
民主党執行部
党の執行部でも、同会の主張にある程度の配慮を見せる動きが広がっている。民主党国会対策委員会の委員長代理の斎藤勁は「党執行部が（所属議員の不満を）受け止められる場がなかったのかを問い直す必要がある」と主張し、同会のメンバーが会派離脱に至ったのは執行部にも責任があると批判した。
民主党の参議院議員会長の輿石東は「最終的に50人程度に膨れ上がる可能性もある」と指摘するなど、党内に潜在的な同調者が多数いることを指摘した。
また、「原理主義者」と呼ばれるほど原理原則を重視することで知られる岡田克也は、本来は同会のメンバーを諌めるべき幹事長という立場であるが、彼らに対する処分はしないと明言するなど一定の配慮を見せている。
民主党東京都総支部連合会
同会のメンバーらと同様にマニフェスト遵守を主張する動きも、党内で広がりを見せた。菅の地元である民主党東京都総支部連合会に所属する国会議員を中心に、木村剛司、中山義活、松原仁らが集まり、内閣総理大臣官邸を訪問した。内閣官房長官の枝野幸男に対し「2009年マニフェストへの原点回帰の要請」と題した文書を直接渡し、マニフェストを反故にしようとする菅政権の方針に反対する考えを表明した。松原は「党の原点をもう一回顧みようというやむにやまれぬ思いで行動した」と発言し、マニフェスト遵守を訴える理由を説明した。なお、菅を支持していた平山泰朗らも、この要請に参加している。
その他の議員
平野貞夫によれば、小沢一郎は同会のメンバーの言動を評して「16人には参った」と述べたものの「この志を理解して新しい政治をやっていきたい」と発言したとされる。

## 所属議員
- 氏名の列は50音順ソート。前職/経歴/所属党派の変遷等の列は民主党離党者のその後の所属先の別でソートされる。
- 期数と年齢は、「民主党政権交代に責任を持つ会」が発足した2011年2月17日時点の期数（＝当選回数）と満年齢である。

| 氏名         | 第45回衆院選 | 第45回衆院選 | 前職/経歴/所属党派の変遷等                                                                                | 初当選/期数                        | 初当選/期数 | 所属G | 年齢 | 第46回衆院 |
|              | 選挙区       | 名簿順       | |                                    |             |       |      | 選 当落    |
| ------------ | ------------ | ------------ | --- | ---------------------------------- | ----------- | ----- | ---- | ---------- |
| 菊池長右ェ門 | 比例東北     | 24位         | 岩手県議(3期)→宮古市長→宮古東ロータリークラブ会長 自民党→無所属→民主党→生活→未来                          | 第45回衆院選 (2009年)              | 1期         |       | 76歳 | 落選       |
| 高松和夫     | 比例東北     | 23位         | 経営コンサルタント→秋田県議(5期) 自民党→無所属→民主党→生活→未来→無所属→希望                               | 第45回衆院選 (2009年)              | 1期         |       | 68歳 | 落選       |
| 石井章       | 比例北関東   | 31位         | 藤代町議→取手市議 民主党→生活→未来→日本維新の会                                                           | 第45回衆院選 (2009年)              | 1期         |       | 53歳 | 落選       |
| 川口浩       | 比例北関東   | 30位         | 歯科医→茨城県議(2期) 民主党→日本維新の会                                                                  | 第45回衆院選 (2009年)              | 1期         |       | 56歳 | 落選       |
| 相原史乃     | 比例南関東   | 39位         | 会社役員・小沢一郎政治塾1期生 民主党→生活→未来                                                            | 第45回衆院選 (2009年)              | 1期         | 小沢G | 36歳 | 落選       |
| 石田三示     | 比例南関東   | 37位         | 農事組合法人代表理事 民主党→きづな→生活                                                                   | 第45回衆院選 (2009年)              | 1期         | 小沢G | 54歳 | 不出馬     |
| 水野智彦     | 比例南関東   | 36位         | 歯科医 民主党→減税日本→未来→希望                                                                          | 第45回衆院選 (2009年)              | 1期         |       | 55歳 | 落選       |
| 川島智太郎   | 比例東京     | 27位         | 議員秘書(小沢一郎秘書)→民主党東京都第9区総支部長 自由党→民主党→生活→未来→国民→立憲民主党                  | 第45回衆院選 (2009年)              | 1期         | 小沢G | 46歳 | 落選       |
| 渡辺浩一郎   | 比例東京     | 29位         | 議員秘書(藤井裕久秘書)→衆院議員(1993-96年) 日本新党→新進党→自由党→民主党→きづな→生活→未来→国民→立憲民主党 | 第40回衆院選 (1993年) 日本新党公認 | 2期         | 小沢G | 66歳 | 落選       |
| 大山昌宏     | 比例東海     | 40位         | 非常勤講師・学習塾経営→議員秘書(岡本充功秘書) 小沢一郎政治塾6期生 民主党→生活→未来                        | 第45回衆院選 (2009年)              | 1期         | 小沢G | 40歳 | 落選       |
| 笠原多見子   | 比例東海     | 34位         | 岐阜県議(3期、自民党所属) 2009年8月自民党離党→民主党→生活→未来                                            | 第45回衆院選 (2009年)              | 1期         | 小沢G | 45歳 | 落選       |
| 小林正枝     | 比例東海     | 39位         | 松田岩夫事務所勤務・小沢一郎政治塾7期生 民主党→きづな→生活→未来                                           | 第45回衆院選 (2009年)              | 1期         | 小沢G | 39歳 | 落選       |
| 三輪信昭     | 比例東海     | 38位         | 学校法人理事・不動産会社社長→愛知県議(4期) 自民党→自由党→民主党→きづな→生活→未来                          | 第45回衆院選 (2009年)              | 1期         |       | 68歳 | 落選       |
| 熊谷貞俊     | 比例近畿     | 46位         | 大阪大学教授(工学博士)→2008年大阪府知事選出馬(落選) 民主党→生活→未来                                      | 第45回衆院選 (2009年)              | 1期         |       | 66歳 | 落選       |
| 豊田潤多郎   | 比例近畿     | 51位         | 大蔵官僚→衆院議員(1993-96年) 新生党→新進党→自由党→民主党→きづな→生活→未来→立憲民主党                      | 第40回衆院選 (1993年) 新生党公認   | 2期         | 小沢G | 61歳 | 落選       |
| 渡辺義彦     | 比例近畿     | 48位         | 広告代理店社長→議員秘書(湯川宏秘書) 新生党→新進党→自由党→民主党→きづな→生活→未来→無所属                   | 第45回衆院選 (2009年)              | 1期         | 小沢G | 54歳 | 落選       |